# Ydra
Ydra (tiếng Hy Lạp: ?) là một khu tự quản ở vùng Attiki, Hy Lạp. Khu tự quản Ydra có diện tích 64 km², dân số theo điều tra ngày 18 tháng 3 năm 2001 là 2646 người.